# Aeroportul Municipal Hattiesburg Bobby L. Chain
Aeroportul Municipal Hattiesburg Bobby L. Chain (IATA: HBG, ICAO: KHBG, FAA LID: HBG) este un aeroport din Mississippi, Statele Unite ale Americii ce deservește zona Hattiesburg⁠(d). Aeroportul a fost tranzitat în 2019 de 30 de pasageri. A fost numit după zona deservită.
Situat la o altitudine de 46 m, aeroportul dispune de 1 pistă.

## Infrastructură

### Piste
Aeroportul dispune de o singură pistă. Pista 13/31 are suprafața de asfalt și dimensiunile 6.094 picioare × 150 picioare. 